# Gérard Pascal
Gérard Pascal, né le 16 juillet 1942 à Paris, est un toxicologue français, chercheur à l'Institut national de la recherche agronomique (INRA). Aujourd'hui à la retraite, il est désormais consultant pour des entreprises agroalimentaires.
Il a été membre du Conseil supérieur d'hygiène publique de France (1978-2000), président du comité scientifique de l'Agence française de sécurité sanitaire des aliments (1999-2002) puis membre de son comité d'administration (2002-2005), membre de la Commission du génie biomoléculaire, etc. Dans le sillage de ses fonctions administratives, il participe à la création de l'Autorité européenne de sécurité des aliments (AESA) en 2003.
À ce titre, il intervient de façon régulière dans les médias concernant les enjeux de sécurité alimentaire, notamment à propos de la controverse sur les OGM. Pascal est aussi membre d'associations, telles l'Association française pour l'information scientifique (AFIS) pour laquelle il est rédacteur; de l'Institut français pour la nutrition (IFN), qui rassemble de nombreux groupes agro-alimentaires ; et de l'agence de lobbying et de marketing Entropy Conseil.

## Chercheur
Pascal est ingénieur biochimiste de formation.
Directeur de recherches, il travaille à la direction scientifique pour la Nutrition Humaine et la Sécurité des Aliments. Il a été président du Centre national d'études et de recommandations sur la nutrition et l'alimentation (CNERNA), qui a soutenu la création de l'Afssa. C'est à ce titre qu'il était auditionné par une commission parlementaire de 1997-98 sur les OGM.
À ce titre, il est intervenu plusieurs fois au cours des dernières années dans des débats liés à la sécurité alimentaire, notamment quant à la controverse sur les OGM (récemment en critiquant l'étude de 2012 de Gilles-Éric Séralini,) , mais aussi sur d'autres sujets, comme l'agriculture biologique, l'aspartame, la vache folle, etc. 
En 1998, il présidait ainsi le comité scientifique de l'Union européenne qui avait donné un avis favorable, en janvier 1998, à une levée partielle de l'embargo sur la viande bovine britannique. Sa fonction à ce comité venait de son expérience en matière de sécurité alimentaire ; lui-même soulignait qu'il n'était pas un « spécialiste de l'ESB » (ses premiers travaux de chercheur concernaient les additifs alimentaires). Un nouveau rapport de l'Afssa courant 1998 lui fit annoncer qu'il n'excluait pas le rétablissement d'un embargo.

## Fonctions institutionnelles
Il a exercé de nombreuses fonctions institutionnelles :
- Au niveau national :
- Conseil supérieur d'hygiène publique de France : membre consultant, puis membre de 1978 à 2000
- Président du groupe de travail "Additifs alimentaires" et expert toxicologue du groupe "Matériaux au contact" de 1983 à 1988,
- Président de la Section de l'Alimentation de novembre 1988 à novembre 1992
- Commission d'Étude des produits Destinés à une Alimentation Particulière (CEDAP) : membre de 1980 à 1992
- Conseil national de l'alimentation : représentant du PDG de l'INRA de 1986 à juin 1989, puis membre de droit jusqu'en 1999
- Commission du génie biomoléculaire : membre depuis 1986
- Commission de technologie alimentaire : membre de droit depuis sa création en juillet 1989 jusqu'en 2000
- Commission interministérielle et Interprofessionnelle de l'Alimentation Animale : membre de droit depuis 1993 jusqu'en 2000
- Président du Conseil Scientifique de l'Agence française de sécurité sanitaire des aliments (AFSSA) de 1999 à 2002. Membre du conseil d’administration de 2002 à 2005.

- Au niveau international :
- Comité Scientifique de l'Alimentation Humaine de la CEE : membre de 1986 à 1997. Président de septembre 1992 à septembre 1997.
- Multi-Disciplinary Scientific Committee of the E.U. (centré essentiellement sur le problème de l'ESB) de juillet 1996 à octobre 1997.
- Comité scientifique Directeur de l’Union européenne : membre depuis juillet 1997 et président de novembre 1997 à avril 2003.
- Membre du groupe de travail « Expérimentation animale pour l’évaluation de la sécurité des OGM du Panel OGM » de l’Autorité européenne de sécurité des aliments (AESA) depuis septembre 2004.
- Consultation FAO/OMS sur les Biotechnologies et la Sécurité Alimentaire (Rome 1996) ; Expert invité.
- Coprésident du Workshop de l’OCDE sur l’Evaluation Toxicologique et Nutritionnelle des Nouveaux Aliments- OGM (Aussois 1997).
- Assemblée parlementaire du Conseil de l'Europe, participation comme expert aux discussions sur la Nutrition Humaine et la Sécurité Alimentaire (1993, 1994, 1997 et 1998).
- Expert en Sécurité Alimentaire de l’OMS depuis 1993.
- Membre du Joint FAO/WHO Expert Committee on Food Additives (JECFA) depuis 1995.

## Associations et lobbying
Outre ses activités scientifiques, Gérard Pascal est membre d'un certain nombre d'associations, dont l'Association française pour l'information scientifique (AFIS).
Lauréat de l'Institut Français pour la Nutrition (IFN), il est également administrateur de ce dernier. C'est à ce titre qu'il est intervenu, par exemple, en 2007, pour accuser une « émission de Canal+ » de n'avoir pas respecté les « règles du débat scientifique » au sujet d'une controverse sur le maïs OGM MON 810. L'IFN se présente comme « une association loi 1901 à but non lucratif dont l’objectif est de favoriser les échanges entre les milieux scientifiques et les professionnels de la chaîne agroalimentaire à l’occasion des questions intéressant la Nutrition et l’Alimentation. » À ce titre, elle compte parmi ses membres de nombreux groupes agro-industriels, dont l'Association nationale des industries agroalimentaires (ANIA), Coca-Cola, Danone, Kellogs, Nestlé, Unilever, etc. 
Gérard Pascal est également membre du conseil scientifique d'Entropy Conseil, une entreprise qui déclare faire du « lobbying » et du « marketing », aux côtés de Jeanne Brugère-Picoux, du nutritionniste  Serge Hercberg ou du sociologue Claude Fischler. Interrogé par Le Point, il précisait en 2001 n'être pas payé par cette firme mais collaborer à titre gracieux.

## Distinctions
Entre autres, il est Chevalier de l'Ordre national du mérite (2000),  membre de l'Académie d'agriculture (1996) et de l'Académie des technologies depuis 2002.